# 석관중학교 축구부
석관중학교 축구부는 서울특별시 성북구 석관동 위치한 석관중학교의 축구부이다.

## 설명
1991년 창단되었다.  첫감독으로 김종수 코치님이 부임하셨다.
2013년 인조잔디가 설치되었다.
2017년 축구부생활관(기숙사)이 건립되었다.
2023년 인조잔디교체공사가 예정되어 있다.(공사지연)
축구장 야간 조명 시설과 실내체육관 체력단련실이 있다.
2009년부터 현재까지  임형남 코치님이 지도하고 계신다.
지도 철학은 당장의 성적보다는 성장을 위한 단계로 상급학교에서 진학했을때
필요한 기술과 움직임 좁은공간에서의 패스와 세밀함을 강조하신다.
1학년때는 기본적인 반복훈련(패스, 1대1,2대2,3대3)을 많이 하고
2-3학년이 되면 그룹훈련을 한다.
"Pride 석관 , 가능성 그대로 우리는 한다" 라는 슬로건 아래
석관이라는 브랜드를 높이고 아이들이 축구로 진학하고 싶은 학교
축구를 하는 최적의 환경을 만들기 위해 역량을 다하고 있다.
지도자의 철학과 좋은 환경 덕분인지 최근 성적이 좋고 좋은 순수가 다수 배출되고 있다.
기본적인 축구 스타일은 짧은 패싱과 공간을 이용한 빌드업과 세밀함 기반으로 하고 있다,
별칭으로는 석관셀로나라고 불린다.
그외로 지방에서 올라온 축구유학생이 많다.
근처에 신이문역과 석계역 돌곷이역이 있는 교통의 요지라 전철로 등하교가 편리하다.
감독 : 임형남
수석코치 : 유광희
저학년코치 : 정훈찬
GK코치 : 박경모
축구부공식인스타그램 ((입단테스트문의)): https://www.instagram.com/seokgwanmiddleschool/
응원가 https://www.instagram.com/reel/CwWv7xlJ7gU/?utm_source=ig_web_copy_link&igsh=MzRlODBiNWFlZA==
역대 성적

### 수상내역 (JOIN KFA 참고)
| 리그/대회명                                                            | 기간                    | 수상내역       |
| ---------------------------------------------------------------------- | ----------------------- | -------------- |
| [고학년] 2023 금강대기 전국 중학교 축구대회                            | 2023-07-24 ~ 2023-08-06 | 우승           |
| [서울남부] 2023 전국 중등 축구리그                                     | 2023-04-01 ~ 2023-10-08 | 3위            |
| [U15] 제24회 탐라기 전국중학교 축구대회                                | 2023-02-07 ~ 2023-02-18 | 16강           |
| [U14] 2023년 탐라기 중등 U14 유스컵                                    | 2023-02-07 ~ 2023-02-18 | 4강(공동3위)   |
| 2022 서울특별시축구협회장배 축구대회 [중등부]                          | 2022-11-30 ~ 2022-12-09 | 4강(공동3위)   |
| [저학년] 2022 춘계 전국 중등축구대회(울진군)                           | 2022-02-07 ~ 2022-02-20 | 우승           |
| 2022 춘계 전국 중등축구대회(울진군)                                    | 2022-02-07 ~ 2022-02-19 | 16강           |
| 제22회 탐라기 전국 중학교축구대회                                      | 2021-07-24 ~ 2021-08-02 | 4강(공동3위)   |
| 2019 전국 중등 축구리그                                                | 2019-04-26 ~ 2019-11-06 | 우승           |
| 2014 금석배 전국 중학생 축구대회                                       | 2014-02-14 ~ 2014-02-25 | 16강           |
| 2013 전국 중등 축구리그                                                | 2013-03-01 ~ 2013-10-01 | 3위            |
| 제14회 탐라기 전국 중학교 축구대회                                     | 2013-02-15 ~ 2013-02-24 | 16강           |
| 2011 전국 중등 축구리그                                                | 2011-04-02 ~ 2011-10-01 | 3위            |
| 2010 중등부 전국축구리그                                               | 2010-03-06 ~ 2010-10-02 | 페어플레이팀상 |
| 제10회 탐라기 전국 중학교 축구대회                                     | 2009-07-23 ~ 2009-08-02 | 16강           |
| 제7회 대구시장기전국중학교축구대회                                     | 2006-07-20 ~ 2006-07-31 | 16강           |
| 제15회 금석배 전국 중학생 축구대회                                     | 2006-05-09 ~ 2006-05-20 | 16강           |
| 제6회 탐라기 전국 중학교 축구대회                                      | 2005-08-17 ~ 2005-08-27 | 16강           |
| 제32회 대축회장배전국중.고축구대회                                     | 2005-07-14 ~ 2005-07-24 | 8강            |
| 제6회 오룡기전국중등축구대회                                           | 2005-04-06 ~ 2005-04-15 | 16강           |
| 제9회 금강대기 전국중,고축구대회                                       | 2004-05-13 ~ 2004-05-21 | 8강            |
| 제8회 금강대기 전국중,고축구대회                                       | 2003-05-13 ~ 2003-05-21 | 8강            |
| 제3회 오룡기 전국중등축구대회                                          | 2002-07-12 ~ 2002-07-21 | 16강           |
| 제11회 금석배 전국학생축구대회                                         | 2002-05-08 ~ 2002-05-19 | 16강           |
| 제56회 전국 남여 중등 축구선수권대회                                   | 2001-09-20 ~ 2001-09-27 | 16강           |
| 제37회 추계 한국남여 중,고축구연맹전                                   | 2001-09-08 ~ 2001-09-18 | 16강           |
| 제2회 오룡기 전국중등축구대회                                          | 2001-04-06 ~ 2001-04-14 | 16강           |
| 제8회 금석배 전국 학생축구대회                                         | 1999-06-23 ~ 1999-06-30 | 16강           |
| 제33회 한국춘계 중,고축구연맹전 겸 제16회 KBS배 전국춘계 중,고축구대회 | 1997-03-07 ~ 1997-03-15 | 16강           |

## 같이 보기
- 석관중학교 (sen.ms.kr)

## 참고 자료
- 석관중학교 축구부 페이스북
- 석관중학교 축구부 밴드
- 석관중학교 인스타그램